# Microsoft Office per Mac
Microsoft Office per Mac è la versione per computer Apple della nota suite di Microsoft ed attualmente è giunto alla versione 2016. Rispetto alla versione Windows non sono presenti Access e alcuni software secondari come FrontPage, mentre come componenti sono presenti Windows Messenger e la connessione di operatore remoto (Remote Desktop Connection). Outlook, presente fino alla versione 2001 della suite, è stato sostituito da Entourage prima ed è ritornato Outlook nella attuale versione che integra alla posta elettronica strumenti di gestione e collaborativi condivisibili (agenda, rubrica indirizzi estesa, gestione attività).
Word e Excel presentano inoltre delle estensioni funzionali non disponibili nella versione per Windows. Per esempio in Word sono presenti il "Layout Blocco note" (con possibilità di incorporare anche brevi registrazioni audio) e il "Layout Pubblicazione" con temi predefiniti per brochure, volantini, ecc...; in Excel è prevista la modalità di visualizzazione a pagine separate. Infine, per tutti i componenti è stata sviluppata un'implementazione diversa del ribbon, concepito in questo contesto essenzialmente come elemento complementare di accesso rapido a modelli complessi predefiniti piuttosto che come strumento sostitutivo delle operazioni di menù.

## Edizioni e relative versioni
- Excel 1.0 (30 settembre 1985)
- Word 1.0 (1985)
- Word 3.0 (1987)
- Excel 1.5 (1988)
- Office 1 (1989)
- Office 1.5 (1990)
- Office 2 (1991)
- Office 3 (1992)
- Office 4 (1993)
- Office 4.2.1 (2 giugno 1994)
- Office 98 (15 marzo 1998)
- Office 2001 (11 ottobre 2000)
- Office v. X (19 novembre 2001)
- Office 2004 (11 maggio 2004)
- Office 2008 (15 gennaio 2008)
- Office 2011 (26 ottobre 2010)
- Office 2016 (2015)
- Office 2019 (2018)
- Microsoft 365 (2020)
- Office 2024 (2 ottobre 2024)

## Compatibilità
Con il procedere degli aggiornamenti delle varie versioni di Microsoft Office, è terminata la compatibilità con alcune versioni di MacOS.
In particolare, ad ogni nuova uscita di MacOS X, l'ultima versione di Microsoft Office supporta le ultime 3 versioni disponibili di MacOS.
| Versione di Microsoft Office per Mac         | Ultima versione compatibile con MacOS          | Prima versione compatibile con MacOS |
| -------------------------------------------- | ---------------------------------------------- | ------------------------------------ |
| Dalla build 16.89.1 di ottobre 2024 in poi   | Sonoma (14.x)                                  | Sequoia (15.x)                       |
| Dalla build 16.78 di ottobre 2023 in poi     | Monterey (12.x), Ventura (13.x), Sonoma (14.x) |                                      |
| Build 16.77 di settembre 2023                | Big Sur (11.x)                                 | Sonoma (14.x)                        |
| Build 16.66.1 (22101101) del 12 ottobre 2022 | Catalina (10.15.x)                             |                                      |
| Build 16.43 (20110804) del 10 novembre 2020  | High Sierra (10.13.x)                          |                                      |